# Телеметрия
Телеметрия е дял от комуникационната техника за изучаване на методите и средствата за автоматизирано събиране на данни от разстояние, постъпващи от дистанционно разположени датчици, сензори, видеокамери, тахометри, и др. измервателни уреди, прибори и системи, снабдени с електроника за дистанционно предаване на данни. Отчитаните данни обикновено са цифрови.

## В транспорта
Електронни прибори, монтирани на автомобил (наричан хост-машина), вкл. устройство за контрол на двигателя (ECU-Engine Control Unit), като може да има и круиз контрол – система за автоматично или дистанционно управление на автомобила. Телеметричните прибори може да предават данни от позицията на автомобила до контролния информационен център – като напр. разстояние до обекти по пътя, позициониране на автомобила идеално по платното (вкл. изнасяне и скорост при завои) и др.

## В моторните спортове
При моторните спортове като Формула 1, болидите подават информация към бокса на екипа от множеството сензори, разположени върху агрегатите и възлите на болида, във вид на радиосигнал. Чрез тази информация инженерите и техническият персонал следят работата на двигателя и изпълнението на заложената стратегия.
Информацията се изпраща във всеки един момент към бокса, но само еднопосочно. Изпращането на настройки в обратна посока – от бокса към болида – е забранено от Техническия регламент на ФИА за провеждане на стартове от календара на Формула 1.

## Изследване на Космоса
При космическите апарати телеметрията представлява система за предаване на команди от наземния контрол към апарата и предаване на данни, като снимки и различни измервания, от апарата към Земята.